# Jorge Luis Campos
Jorge Luis Campos Velázquez (11 de agosto de 1970) es un exfutbolista y actual entrenador paraguayo que jugaba como mediocampista ofensivo.

## Trayectoria
Luego de que disputara el Mundial 2002 con su selección, obtuvo el Apertura 2002 con Universidad Católica y la Liguilla Pre-Sudamericana al año siguiente.
Desde 2007 se ha desempeñado en el cargo de director técnico de las selecciones menores de Paraguay, Sub-15 como Sub-17. Actualmente es entrenador del club Deportivo Recoleta de la Tercera División del fútbol paraguayo.

## Selección nacional
Jugó en un total de 7 clubes, además de la Selección de fútbol de Paraguay por la que jugó 2 mundiales, totalizando 46 partidos internacionales y 6 goles. Tal vez el más importante de su carrera fue aquel que le marcó a Brasil el 18 de julio de 2000, en Asunción, por las eliminatorias para el Mundial de 2002. Ese tanto (2-1) posibilitó la primera victoria paraguaya sobre la Verdeamarelha en ese tipo de competición premundialista.

### Participaciones en Copas del Mundo
| Mundial                   | Sede                  | Resultado        | Partidos | Goles |
| ------------------------- | --------------------- | ---------------- | -------- | ----- |
| Mundial de Fútbol de 1998 | Francia               | Octavos de final | 3        | 0     |
| Mundial de Fútbol de 2002 | Corea del Sur y Japón | Octavos de final | 4        | 1     |

### Goles en la selección
| Goles con la Selección de Paraguay | Goles con la Selección de Paraguay | Goles con la Selección de Paraguay | Goles con la Selección de Paraguay | Goles con la Selección de Paraguay | Goles con la Selección de Paraguay | Goles con la Selección de Paraguay | Goles con la Selección de Paraguay | Goles con la Selección de Paraguay |
| Resultados                         | Resultados                         | Resultados                         | Resultados                         | Lugar                              | Estadio                            | Fecha                              | Tipo                               | Goles                              |
| ---------------------------------- | ---------------------------------- | ---------------------------------- | ---------------------------------- | ---------------------------------- | ---------------------------------- | ---------------------------------- | ---------------------------------- | ---------------------------------- |
| Paraguay                           | 3                                  | 2                                  | Nueva Zelanda                      | Santiago de Chile                  | Estadio Nacional de Santiago       | 22 de junio de 1995                | Amistoso Copa Centenario           | 2 goles                            |
| Paraguay                           | 1                                  | 5                                  | Holanda                            | Eindhoven                          | Philips Stadion                    | 1 de junio de 1998                 | Amistoso                           | 1 gol                              |
| Paraguay                           | 2                                  | 1                                  | Brasil                             | Asunción                           | Estadio Defensores del Chaco       | 18 de julio de 2000                | Eliminatorias Sudamericanas 2002   | 1 gol                              |
| Paraguay                           | 3                                  | 1                                  | Eslovenia                          | Seogwipo                           | Estadio Mundialista de Jeju        | 12 de junio de 2002                | Copa del Mundo 2002                | 1 gol                              |
| Paraguay                           | 2                                  | 1                                  | Panamá                             | Panamá                             | Estadio Rommel Fernández           | 20 de agosto de 2003               | Amistoso                           | 1 gol                              |

## Clubes

### Como jugador
| Club                 | País      | Año       |
| -------------------- | --------- | --------- |
| Olimpia              | Paraguay  | 1992-1997 |
| Beijing Guoan        | China     | 1997-1998 |
| Cruz Azul            | México    | 1998-1999 |
| Cerro Porteño        | Paraguay  | 1999-2001 |
| Universidad Católica | Chile     | 2002-2003 |
| Quilmes              | Argentina | 2004      |
| Libertad             | Paraguay  | 2004-2005 |
| Nacional             | Paraguay  | 2005      |
| Sportivo Luqueño     | Paraguay  | 2005-2006 |

### Como entrenador
| Equipo                | País     | Temporadas |
| --------------------- | -------- | ---------- |
| Paraguay Sub-15       | Paraguay | 2007       |
| Paraguay Sub-17       | Paraguay | 2007       |
| Club Sol de América   | Paraguay | 2011       |
| Club Fulgencio Yegros | Paraguay | 2012       |
| Deportivo Recoleta    | Paraguay | 2016-Act.  |